# Aurora (Missouri)
Aurora és una població dels Estats Units a l'estat de Missouri. Segons el cens del 2000 tenia 7.014 habitants.

## Demografia
Segons el cens del 2000, Aurora tenia 7.014 habitants, 2.818 habitatges, i 1.865 famílies. La densitat de població era de 493,3 habitants per km².
Dels 2.818 habitatges en un 33,2% hi vivien nens de menys de 18 anys, en un 50,9% hi vivien parelles casades, en un 11,2% dones solteres, i en un 33,8% no eren unitats familiars. En el 29,8% dels habitatges hi vivien persones soles el 16% de les quals corresponia a persones de 65 anys o més que vivien soles. El nombre mitjà de persones vivint en cada habitatge era de 2,44 i el nombre mitjà de persones que vivien en cada família era de 3,02.
Per edats la població es repartia de la següent manera: un 27,7% tenia menys de 18 anys, un 8,2% entre 18 i 24, un 26,4% entre 25 i 44, un 19,6% de 45 a 60 i un 18,1% 65 anys o més.
L'edat mediana era de 36 anys. Per cada 100 dones de 18 o més anys hi havia 82,7 homes.
La renda mediana per habitatge era de 25.118 $ i la renda mediana per família de 33.029 $. Els homes tenien una renda mediana de 27.591 $ mentre que les dones 17.603 $. La renda per capita de la població era de 13.410 $. Entorn del 14,4% de les famílies i el 18,2% de la població estaven per davall del llindar de pobresa.

## Poblacions més properes
El següent diagrama mostra les poblacions més properes.